# Merényi György
Merényi György (Pécs, 1951. március 23. –) rajztanár, művészettörténész, művészeti író, a szecesszió magyar változatának a kutatója.

## Élete
A Pécsi Tanárképző Főiskolán (ma: Pécsi Tudományegyetem) rajz-biológia szakán végzett 1973-ban. Később a budapesti Magyar Képzőművészeti Egyetemen továbbtanult, és 1985-ben művészettörténet, művészi rajz, ábrázoló geometria szakos középiskolai tanári diplomát kapott.
Először egy komlói általános iskolában, később a fővárosban Óbudán általános iskolában, majd az Árpád-, valamint a Békásmegyeri Veres Péter Gimnáziumokban tanított rajzot, vizuális kultúrát, mozgókép és médiaismeretet, művészettörténetet. Vezető tanárként a Magyar Iparművészeti Egyetem (ma: Moholy-Nagy Művészeti Egyetem) munkatársa volt. Művészeti neveléssel kapcsolatos írásokat folyamatosan publikál szakfolyóiratokban.
Az 1980-as években szobrászok és grafikusok zsűrijeit is szervezte. Egy időben a Józsefvárosi Galéria művészeti vezetőjeként működött.  
A 2000-es évektől több könyve jelent meg. Legutóbbi munkájában Bálint Zoltán és Jámbor Lajos építészek életművét dolgozta fel részletesen. Rendszeresen tart előadásokat, A szecesszió világnapja egyik gyakori előadója a Vakok Intézetében.
A Zsolnay gyár történetét, az építészeti kerámia gyártását, kutatja. Kutatásait Bécs, valamint a történelmi Magyarország
más településeinek épített örökségében végzi. A fotózásban -az eredeti helyszíneket felkeresve- a művészi bemutatásra törekszik.
A témában rendszeresen tart előadásokat (pl: Prágában, Nagyváradon, Szabadkán, stb.)
Dolgozott a Lakáskultúra, a Családi Ház, a Klasszikus és Modern című folyóiratoknak: leginkább stílustörténet, enteriőrtörténet témakörökben. Apai ágon a Kliegl család leszármazottja, felmenője Kliegl József feltaláló eddig feltáratlan festői munkásságát kutatja.
Társszerzője a Szecesszió a Magyar Királyságban című készülő kötetnek.

## Művei

### Könyvek
- Tárgykultúra környezetkultúra, tankönyv középiskolásoknak. Nemzeti Tankönyvkiadó, Budapest, 1998, 2002.
- Rajz és vizuális kultúra, tankönyv szakközépiskolásoknak. Nemzeti Tankönyvkiadó, Budapest, 2000, 2002.
- (szerk.) Zsolnay épületkerámiák Budapesten. Nemzeti Tankönyvkiadó, Budapest, 2005.
- Zsolnay építészeti kerámia az Osztrák-Magyar Monarchia korában. Vince Kiadó. Budapest, 2015.
- (Tószegi Zsuzsannával) Bálint Zoltán és Jámbor Lajos. Holnap Kiadó, Budapest, 2022. (Az Építészet Mesterei-sorozat)

### Cikkek
- „Egy nyughatatlan elme”: Adatok Kliegl József életéhez és festői munkásságához In: Bácsország. 2025/1. (110. szám), 28-32. old. Korhecz Papp Zsuzsanna társszerzővel

Tanulmányai jelentek meg a Magyar Építőipar című folyóiratokban:
- A két Francsek: id. Francsek Imre 1864–1920 és ifj. Francsek Imre 1891–1952 körül In: Magyar Építőipar, 2017. 3-4. szám, 112-117. o.)
- Bálint Zoltán és Jámbor Lajos, a szecesszió építészei In: Magyar Építőipar, 2019. 1-2. szám, 142-169. o.

| elektronikus cikkek a szecessziosmagazin.com.hu-n |
| --- |
| - Bálint Zoltán és Jámbor Lajos, a szecesszió építészei 1. rész (szecessziosmagazin.com) - Bálint Zoltán és Jámbor Lajos, a szecesszió építészei 2. rész (szecessziosmagazin.com) - Zsolnay építészeti kerámia az Osztrák-Magyar Monarchia korában. Vince Kiadó (szecessziosmagazin.com) - Nikelszky Géza a szecesszió művésze, a Zsolnay gyár tervezője (szecessziosmagazin.com) - Max Fabiani a Monarchia építőművésze és a szecesszió (szecessziosmagazin.com) - Szecessziós csempeképek a Zsolnay gyár fénykorából (szecessziosmagazin.com) - A Zala műterem domborművei (szecessziosmagazin.com) - Az egykori Liget szanatórium Zsolnay díszei (szecessziosmagazin.com) - Az Iparművészeti Múzeum kincsei... egy budai bérház Zsolnay-dísze is köztük van (szecessziosmagazin.com) |

| elektronikus cikkek az epiteszforum.hu-n |
| --- |
| - A mulandóság képei – a Salgótarjáni úti zsidó temető (epiteszforum.hu, 2014. jan. 8.) - Nem zörög a haraszt… (avagy egy városi legenda nyomában) (epiteszforum.hu, 2021. febr. 14.) - Kisépületek mintakönyve – szecessziós típusházak határon innen és túl (epiteszforum.hu, 2021. aug. 10.) |

| elektronikus cikkek a hg.hu-n |
| --- |
| - Zsolnay a császárvárosban (hg.hu, 2010. jan. 22.) - A Zsolnay Bécsben: tündöklés és bukás (hg.hu, 2010. jan. 25.) - Rekviem budapesti mozikért (hg.hu, 2010. febr. 17.) - A színházépítő Medgyaszay: a veszprémi és soproni színház (hg.hu, 2010. ápr. 9.) - A színházépítő Medgyaszay: a nagykanizsai színház (hg.hu, 2010. ápr. 9.) - Az EKF hozománya: mi vár a pannon kultúra házaira? (hg.hu, 2010. ápr. 18.) - Magyarország a világkiállítások fénykorában (hg.hu, 2010. máj. 11.) - A magyar szecesszió gyöngyszeme: a kácsás kút (hg.hu, 2010. máj. 27.) - A szépség süllyedő katedrálisa (hg.hu, 2010. jún. 6.) - A MÁV-építészet békebeli fénykora (hg.hu, 2010. jún. 18.) - Vendégeskedés a Külügyben (hg.hu, 2010. júl. 22.) - A hazai művészképzés fellegvárai: a Képzőművészeti (hg.hu, 2010. szept. 8.) - A hazai művészképzés fellegvárai: az Ipar (hg.hu, 2010. szept. 9.) - Ahol a madár se jár: az Országház titkai (hg.hu, 2010. okt. 9.) - A klasszicista Pest éke: ilyen volt a Lloyd-palota (hg.hu, 2010. dec. 5.) - Folyó palotasorral: a Várkert rakpart (hg.hu, 2010. dec. 16.) - Szegényházak, hajléktalanszállók, munkáslakások: szegénypolitika a Monarchiában (hg.hu, 2010. dec. 25.) - Az Andrássy úti Harkányi-palota újjászületése (hg.hu, 2011. febr. 27.) - A Zsolnay jövője: tervek, remények (hg.hu, 2011. ápr. 14.) - A szecesszió elfelejtett mestere: Vágó József (hg.hu, 2011. júl. 19.) - Százéves iskolapaloták Budapesten (hg.hu, 2011. szept. 8.) - Extravagáns iskolapalota a fővárosban (hg.hu, 2011. okt. 2.) - Földre szálltak a bajuszos angyalok (hg.hu, 2011. okt. 29.) - A Zsolnay pink titka (hg.hu, 2011. dec. 23.) |

## Rádióadások
- A „Tűréshatár” műsorban (Klub Rádió, 2023. jún. 5.)

## Videófelvételek
- The Gresham Palace – youtube.com, Közzététel: 2015. okt. 8.
- A Bauhaus mintalakótelep – youtube.com, Közzététel: 2016. júl. 6.
- Az ország háza – youtube.com, Közzététel: 2016. szept. 16.
- Merényi György: Maróti Géza Mexikóban Palacio de Bellas Artes – youtube.com, Közzététel: 2024. júl. 1.